# Óscar Duarte
Óscar Esaú Duarte Gaitán (3 de juny de 1989) és un futbolista professional de Costa Rica nascut a Nicaragua, que juga com a defensa, actualment pe l'Al-Wehda, i per la Selecció de Costa Rica.
El gener de 2016 va fitxar pel RCD Espanyol per tres temporades i mitja, amb un cost d'un milió i mig d'euros, i una clàusula de rescissió de 15 milions d'euros.